# Musseromys
Musseromys (Heaney, Balete, Rickart, Veluz & Jansa, 2009) è un genere di roditori della famiglia dei Muridi.

## Etimologia
L'epiteto generico deriva dalla combinazione del cognome di Guy Graham Musser, zoologo statunitense esperto di muridi e del suffisso greco -mys, riferito alle forme simili ai topi. 

## Descrizione

### Dimensioni
Al genere Musseromys appartengono roditori di piccole dimensioni, con lunghezza della testa e del corpo tra 74 e 88 mm, la lunghezza della coda tra 82 e 101 mm e un peso fino a 22 g.

### Caratteristiche craniche e dentarie
Il cranio è piccolo ma robusto con un rostro relativamente corto, privo di creste e una scatola cranica grande, tondeggiante e liscia. Le bolle timpaniche sono piccole. Gli incisivi sono lisci e proodonti, ovvero con le punte rivolte in avanti, i molari presentano una superficie occlusiva formata da lamine trasversali. 
Sono caratterizzati dalla seguente formula dentaria:

### Aspetto
La pelliccia è corta, densa e soffice. Le parti dorsali variano dal rosso-arancione al bruno-rossastro scuro, mentre le parti ventrali sono più chiare. La testa è proporzionalmente grande e larga, con il muso corto, le vibrisse sono insolitamente lunghe e sono presenti anche in un'area di pelle nuda al disopra degli occhi. Le orecchie sono lunghe, affusolate e con l'estremità arrotondata, molto simili a quelle di Lorentzimys nouhuysi. Le zampe sono sottili e allungate. Il pollice e l'alluce sono corti, il primo è provvisto di un'unghia leggermente curvata. Le altre dita sono lunghe e munite di lunghi artigli. Sono presenti 5 grossi cuscinetti sul palmo delle mani e 6 sulla pianta dei piedi. La coda è lunga circa quanto la testa e il corpo, termina con un ciuffo di lunghi peli ed è ricoperta da 16 a 23 anelli di scaglie per centimetro. Le femmine hanno due paia di mammelle inguinali.

## Distribuzione
Il genere è conosciuto soltanto sulla cordigliera centrale dell'isola di Luzon, nelle Filippine.

## Tassonomia
Il genere comprende 4 specie:
- Musseromys anacuao
- Musseromys beneficus
- Musseromys gulantang
- Musseromys inopinatus